# San Marco Evangelista
San Marco Evangelista är en stad och kommun i provinsen Caserta i regionen Kampanien i Italien. Kommunen hade 6 577 invånare (2017). och gränsar till kommunerna Capodrise, Caserta, Maddaloni, Marcianise och San Nicola la Strada. 